# Cercle de Lester

Les points de Fermat, le centre du cercle d'Euler (bleu clair) et le centre du cercle circonscrit du triangle vert se trouvent sur le cercle de Lester (noir).

En géométrie plane euclidienne, le théorème de Lester établit que dans tout triangle scalène, les deux points de Fermat, le centre du cercle d'Euler et le centre du cercle circonscrit se trouvent sur le même cercle. Le résultat porte le nom de June Lester, qui l'a publié en 1997,  et le cercle passant par ces points a été appelé cercle de Lester par Clark Kimberling.  Lester a prouvé le résultat en utilisant les propriétés des nombres complexes ; les auteurs qui l'ont suivi ont donné des preuves élémentaires ,,,, des preuves utilisant l'arithmétique vectorielle, et des preuves par ordinateur.
Le centre du cercle a pour nombre de Kimberling X1116.
Le cercle de Parry est orthogonal au cercle orthocentroidal (le cercle ayant pour diamètre le segment joignant le centre de gravité à l'orthocentre du triangle de référence).